# Umfassendes Investitionsabkommen

Die Europäische Union und China

Das Umfassende Investitionsabkommen (engl.: Comprehensive Agreement on Investment, CAI) ist der Name eines geplanten Investitionsabkommens zwischen der Volksrepublik China und der Europäischen Union. Die Verhandlungen über das Abkommen begannen 2013. Im Dezember 2020 gab die EU bekannt, dass die Verhandlungen erfolgreich abgeschlossen sind; die Ratifizierung durch das Europäische Parlament steht noch aus, wurde aber auf Eis gelegt.

## Inhalt
Das Abkommen ist „das ehrgeizigste [Investitionsabkommen], das China jemals mit einem Drittland geschlossen hat“, da es seinen Binnenmarkt für EU-Unternehmen erheblich öffnet. Beispielsweise stimmt China zu, Joint-Venture-Auflagen, erzwungene Technologietransfers, Obergrenzen für Beteiligungen und mengenmäßige Einschränkungen in einer Reihe von Sektoren zu beseitigen, in denen die meisten EU-Unternehmen in China tätig sind. Zudem soll es die Direktinvestitionen der EU in China schützen. Im Fertigungssektor, in den die Hälfte der Direktinvestitionen der EU fließen, stimmte China zu, die gleiche Offenheit wie die EU an den Tag zu legen – ein Zugeständnis, das bisher in chinesischen Handels- oder Investitionsabkommen noch nie vorgekommen war und das als bedeutender Schritt in Richtung der Marktliberalisierung in China angesehen wird.
|                                     | Europäische Union | Volksrepublik China |
| ----------------------------------- | ----------------- | ------------------- |
| Einwohnerzahl                       | 447,1 Mio.        | 1,4 Mrd.            |
| Fläche                              | 4.132.796 km²     | 9.596.961 km²       |
| Bruttoinlandsprodukt (KKP)          | 16,5 Mrd. Euro    | 19,3 Mrd. Euro      |
| Bruttoinlandsprodukt pro Kopf (KKP) | 32,91 Tsd. Euro   | 13,78 Tsd. Euro     |

## Kritik
Vor allem unter US-Analysten und Politikern löste die Ankündigung einen „Feuersturm der Kritik“ an der EU aus, weil sie die USA nicht vorher konsultiert hatte. Im Januar 2020 hatten die Vereinigten Staaten jedoch selbst ein Handelsabkommen mit China unterzeichnet, ohne die EU vorher konsultiert zu haben, was dazu führte, dass die Kritik weithin als „Heuchelei“ zurückgewiesen wurde. Das Europäische Parlament veröffentlichte zudem eine Zusammenfassung des CAIs, in dem das Handelsabkommen der USA mit China als Grund dafür genannt wird, dass die EU ähnliche Handelszugeständnisse von China anstrebt, damit europäische Firmen im chinesischen Markt nicht benachteiligt werden.
Im Dezember 2020 sagte Frankreich, dass es das geplante Abkommen zwischen der EU und China wegen des möglichen Einsatzes von Zwangsarbeit von Uiguren ablehnen werde. Im Januar 2021 erklärte Frankreichs beigeordneter Handelsminister Franck Riester jedoch, dass Frankreich das Investitionsabkommen unterzeichnen werde, da China in den letzten Verhandlungstagen zustimmte, die Ratifizierung des Übereinkommens über Zwangs- und Pflichtarbeit der Internationalen Arbeitsorganisation einzuleiten.
Einige US-amerikanische Politikkommentatoren sagen, dass das Abkommen den Beziehungen zu den USA schaden könne, da die EU Joe Biden übergehe. Im Dezember 2020 sagte Jake Sullivan, Bidens nationaler Sicherheitsberater, er würde „frühe Konsultationen“ mit Europa über China begrüßen. Die EU stimmte dem Abkommen jedoch ohne der Zustimmung Bidens zu. Da die Vereinigten Staaten die EU während den Verhandlungen des „Phase-1“-Handelsabkommens zwischen den USA und China jedoch selbst nicht konsultiert hatten und die Biden-Regierung versicherte, das US-China Handelsabkommen beizubehalten, wurde die Vorgehensweise der EU weitgehend als wenig überraschend angesehen. Valdis Dombrovskis, Handelskommissar der EU, hat zusätzlich erklärt, dass das CAI verhindern wird, dass EU-Unternehmen durch das Handelsabkommen zwischen den USA und China benachteiligt werden. Biden selbst behauptete indes, dass die USA mit seiner Regierung „wieder an der Spitze des Tisches sitzen“ werde, was nach Ansicht einiger Analysten als Bedrohung für das Ziel der strategischen Autonomie der EU angesehen werden könnte, da die Aussage impliziere, die EU solle „gegenüber Washington die zweite Geige spielen“.
Im Frühjahr 2021 verschob die EU die politische Ratifizierung des CAI faktisch auf unbestimmte Zeit, unter anderem wegen Sanktionen Chinas gegen Abgeordnete des EU-Parlaments und aufgrund Befürchtungen aus der Wirtschaft insbesondere gegenüber Artikel 9 des Anhangs II zum Abkommen, der Nichtregierungsorganisationen betrifft.